# Angraecum clavigerum
Angraecum clavigerum är en orkidéart som beskrevs av Henry Nicholas Ridley. Angraecum clavigerum ingår i släktet Angraecum och familjen orkidéer. Inga underarter finns listade i Catalogue of Life.